# Julián Romea Yanguas
Julián Romea Yanguas (Aldea de San Juan, Múrcia, 16 de febrer de 1813 - Loeches, 10 d'agost de 1868) va ser un actor espanyol de teatre romàntic, que no s'ha de confondre amb el seu nebot, també actor, Julián Romea Parra (Saragossa, 1848 - Madrid, 1903).

## Biografia
Julián va ser el segon dels sis fills de don Mariano Romea i Baiona, un aragonès que administrava els béns dels marquesos de Espinardo a Múrcia, i de la senyora Ignacia Yanguas i Prat de Rivera, una valenciana establerta a Madrid. En 1816 es va traslladar amb la seva família a Alcalá de Henares, però quan el pare va ser desterrat pel seu passat liberal i va fugir a Portugal, la mare va tornar a Múrcia amb els seus fills en 1823, allí el jove Romea estudiar humanitats al Seminari Conciliar de San Fulgencio, en aquells dies ja va intervenir com a actor en peces d'aficionats.
A finals de 1827 va tornar el pare del desterrament. el 1831 tornen a Madrid i Julián es matricula a la recentment creada Escola de Música i Art declamatori, on va tenir per mestre al gran actor Carlos Latorre, deixeble de Isidoro Máiquez; també ell serà en el futur professor d'aquesta Escola, coneguda popularment com El Conservatori. En 1832 va ser contractat com galant jove per la Companyia de Joan Grimaldi i va ser actor de l'Teatre del Príncep.
El 1839 va reptar al crític de teatre Ignacio Escobar per una mala ressenya, encara que com els dos eren pèssims tiradors van fallar els seus trets, però, la bala perduda de Romea va matar a un dels padrins, tragèdia veritablement grotesca, però concorde amb aquests temps. Va escriure un  Manual de Declamación (1858) i a més un grapat d'obres teatrals, entre les quals destaca  Ricardo  i així mateix va conrear la lírica, encara que no va ser estimat com mereixia en aquest terreny, potser per haver apagat la seva fama teatral el que va aconseguir en aquest camp.
Va col·laborar en la revista literària del Romanticisme El Artista, d'excepcional importància per a la història literària espanyola, i va ser un habitual de la tertúlia coneguda com El Parnasillo. Altres col·laboradors d'aquesta revista van ser Eugeni d'Ochoa, Federico i Pedro de Madrazo, Fernán Caballero, Manuel Bretón de los Herreros, Patricio de la Escosura, Nicasio Salvador Gallego, Alberto Llista, Gabriel García Tassara, José Espronceda, José Zorrilla, Nicomedes Pastor Díaz, Mariano Roca de Togores, Maury i Ventura de Baix, és a dir, molts dels noms que anaven a compondre la plana major del Romanticisme espanyol.
Casat el 1836 amb l'actriu Matilde Díez, va tenir un fill, Alfredo, el desembre de 1837. el matrimoni, però, estava molt lluny d'estar ben avingut i els següents anys els van passar separats; Julián va arribar a ser professor del Conservatori, acadèmic de les Bones Lletres de Sevilla i creu de l'Ordre de Carles III. En 1846 va publicar  Poesies del senyor Julián Romea, reimprès a Sevilla (1861). Un any abans va obtenir una menció honorífica de la Reial Acadèmia de la Llengua, per la seva oda  A la guerra d'Àfrica.
Substituint a Grimaldi a finals de 1840, va dirigir el Teatre del Príncep a Madrid, que va reformar completament modernitzant l'enllumenat i el pati de butaques, i gràcies a les seves gestions Juan Eugenio Hartzenbusch va poder estrenar  Els amants de Terol  el 19 de gener de 1837, en una funció a benefici del primer actor Carlos Latorre i amb la participació d'altres igualment famosos, com Bàrbara Lamadrid i el mateix Julián Romea. La funció va constituir un èxit inenarrable de públic i de crítica, i va col·locar a l'autor i actors en el cim de la popularitat.
La separació de la parella Romea-Díez es va consumar en enrolar ella a la companyia de Manuel Catalina, amb la qual va fer una gira de més de cinc anys per Amèrica, 1853 a 1859. En 1865, la reina Isabel II el va nomenar-ja malalt d'una greu insuficiència coronària-director del Conservatori, en substitució del seu gran amic Ventura de la Vega. Julián i Matilde reposen junts a l'església sacramental de Sant Llorenç i Sant Josep, de Madrid.
Romea acull en els seus versos tots els temes del Romanticisme, però té en els moments més feliços accents propis i motius d'inspiració preferents i característics, que configuren la seva personalitat. I com va dir el famós actor romàntic: "Quan de l'eterna nit/ en la immensitat perdut/ passi el vent de l'oblit/per la meva esperança i el meu amor,/ només et demano, ja que vas ser/llum de la meva vida, la meva glòria/un sospir a la memòria,/ i al meu sepulcre, una flor".
Va destacar per la seva naturalitat i bon gust en la declamació. Se li va considerar com una de les majors glòries del teatre Nacional. El seu retrat es conserva en el Museu del Teatre d'Almagro (Ciudad Real) i el teatre principal de Múrcia i el Teatre Romea de Barcelona en porten el nom com a homenatge.

## Obres
- A la guerra d'Àfrica  (1845)
- Poesies del senyor Julián Romea  (1846, reimprès a Sevilla, 1861).
- Idees generals sobre l'Art del Teatre  (1858)
- Manual de Declamació per a ús dels alumnes del Reial Conservatori de Madrid  (1859).
- Els herois del teatre  (1866),
- Epistolario  amb Ventura de la Vega
- Ricardo

## Curiositat
Al Teatre Romea de Barcelona li van posar aquest nom en honor seu, quan el van inaugurar el 18 de novembre de 1863.

## Nota
1. ↑  Alvaro Francisco. El espectador y la critica: el teatro en España, 1965 [Consulta: 10 maig 2011].